# Vallamand
Vallamand es una localidad y antigua comuna suiza del cantón de Vaud, situada en el distrito de Broye-Vully a orillas del lago de Morat. Limita al oeste y norte con la comuna de Cudrefin, al este con Mur, al sureste con Faoug y Avenches, y al suroeste con Bellerive.
Desde el 1 de julio de 2011 entró en vigor la fusión de la comuna de Vallamand con las comunas de Bellerive, Chabrey, Constantine, Montmagny, Mur y Villars-le-Grand en la nueva comuna de Vully-les-Lacs.

## Referencias

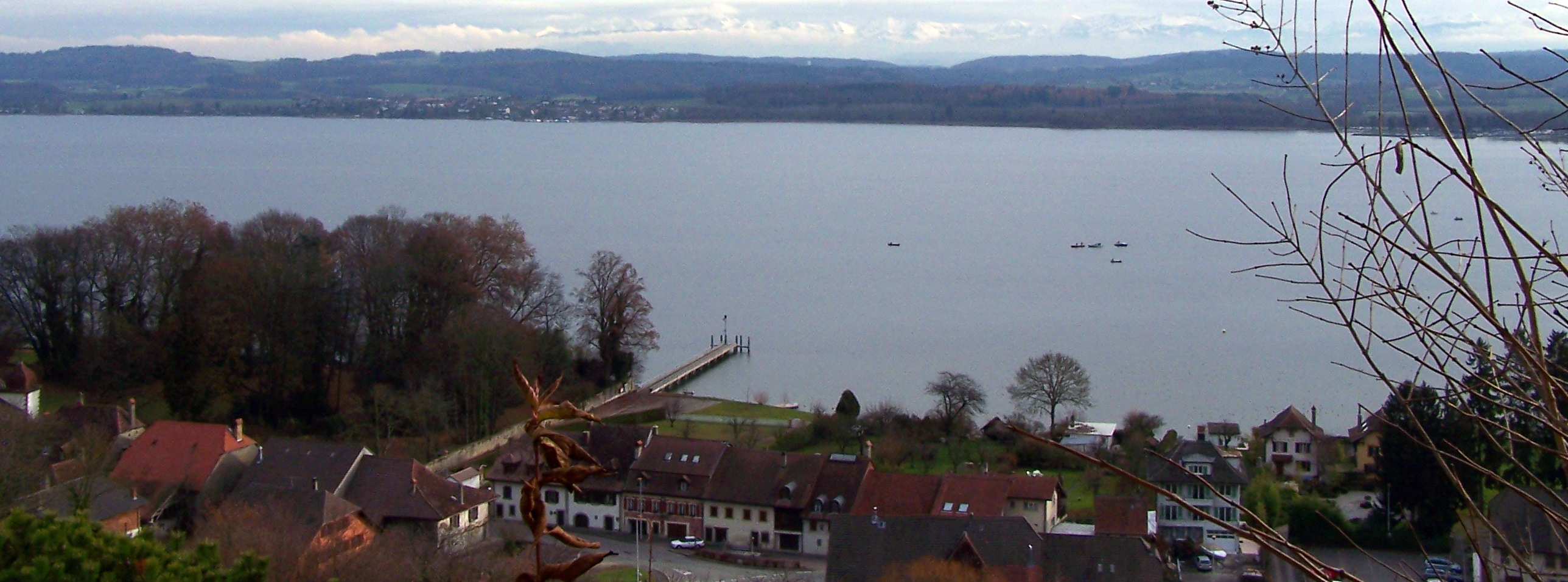
Puerto de Vallamand.